# Запасной дворец Бориса Годунова

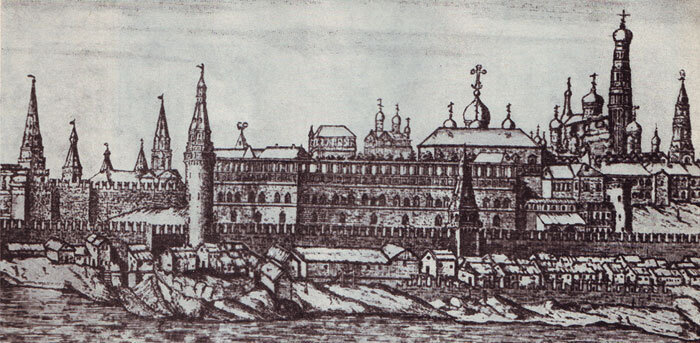
Запасной дворец на миниатюре XVIII века

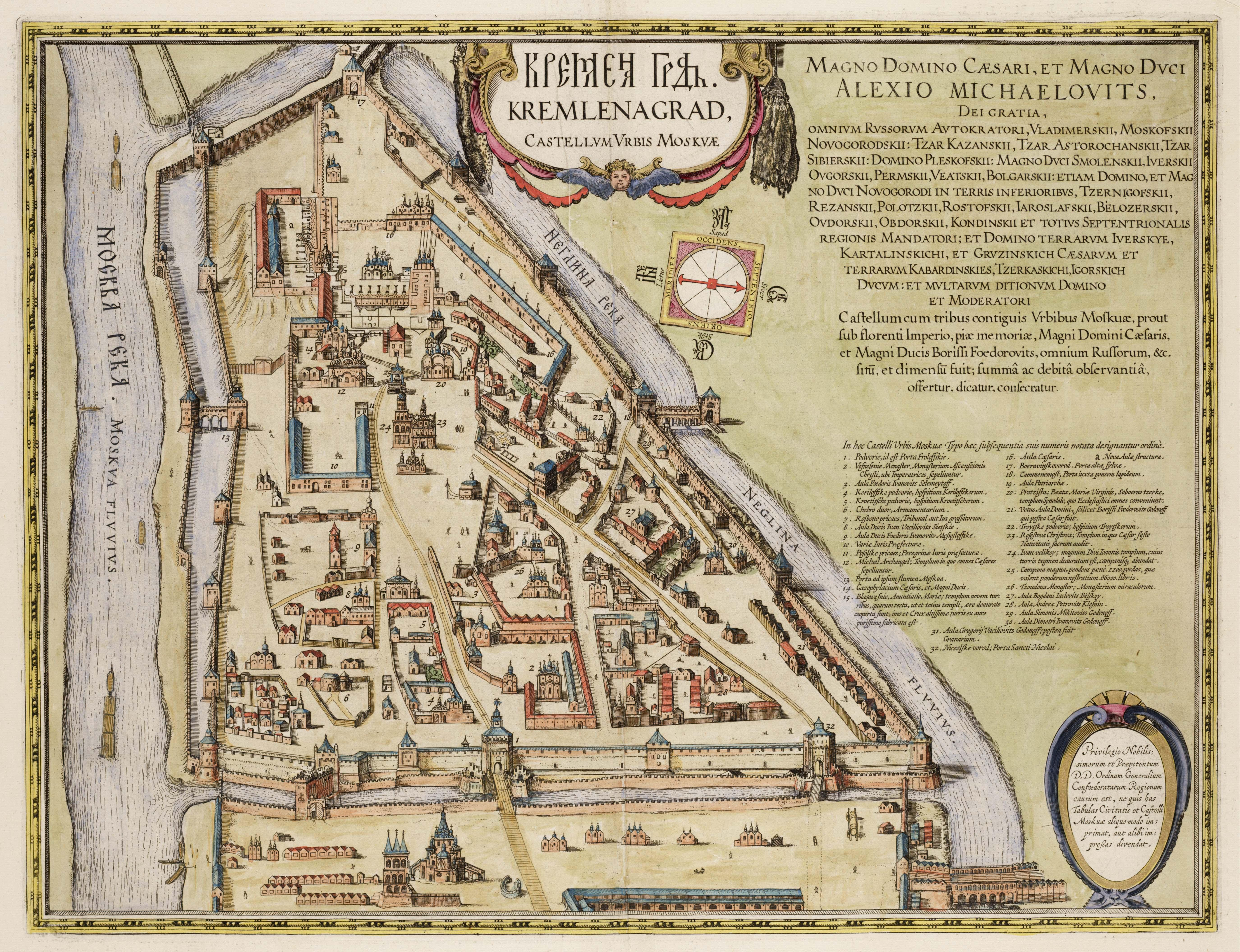
На плане Кремленаград Запасной дворец обозначен буквой а (Nova Aule Structura)

Запасной дворец Бориса Годунова — несохранившийся дворец в Московском Кремле, построенный при царе Борисе Годунове в 1601—1603 годах и являвшийся самым большим сооружением России своего времени. Строительство дворца совпало с «Великим голодом» и имело целью, в том числе, дать «людям питатися».
Дворец был построен на месте деревянных хором сыновей Ивана Грозного и представлял собой обширные трёхэтажные каменные палаты. В плане они были четырёхугольником и имели внутренний двор, который граничил с Передним парадным двором царской резиденции. Оба двора были соединены аркой, расположенной под Сретенским собором, ныне также утраченным. Оба двора были украшены арочными галереями.
Нижние каменные этажи дворца были вероятно надстроены деревянными жилыми хоромами, которые были уничтожены по указу Лжедмитрия I. Последний распорядился выстроить для себя и Марины Мнишек новые деревянные хоромы над западным и южным крылом Запасного дворца. Они были состояли из одно- и двухэтажных клетей, имели двускатные кровли и высокие шатры. Пришедший после Лжедмитрия I к власти Василий Шуйский также не пожелал жить в хоромах предшественника, велел их разобрать и соорудить для себя и для царицы новые деревянные хоромы на том же месте. Царь Михаил Романов распорядился в 1623 году устроить на месте деревянных покоев на крыше Запасного дворца Набережный сад, в котором росли фруктовые и декоративные деревья, имелись пруды и фонтаны. Сад снабжался водой из водопровода, устроенного в 1633 году Христофором Галовеем. При императрице Анне Иоанновне начались работы по восстановлению обветшавшего Набережного сада, которые были продолжены при Елизавете Петровне. Стены и своды Запасного дворца были при этом укреплены, а кровля обновлена.
При Екатерине II в связи с запланированным строительством Большого Кремлёвского дворца Баженова Запасной дворец, как и ряд других строений юго-западной части кремля, был разобран. От него остался лишь подклет, который на протяжении нескольких десятилетий сохранялся в качестве подпорной стены у подножья Боровицкого холма. Сегодня на месте Запасного дворца находится Большой Кремлёвский дворец.